# Telenești
Telenești is een gemeente - met stadstitel - en de hoofdplaats van de Moldavische bestuurlijke eenheid (unitate administrativ-teritorială) Telenești.
De gemeente telt, samen met de deelgemeenten Mihălașa en Mihălașa Nouă, 8100 inwoners (01-01-2012).